# Vágfarkasd
Vágfarkasd (szlovákul Vlčany, korábban Forcas, Vlkad, illetve szlovákul Vlkad nad Váhom) község Szlovákiában, a Nyitrai kerület Vágsellyei járásában.

## Fekvése és természeti viszonyai
A mátyusföldi község a Kisalföldön, a Vág folyó alsó folyásának jobb partján, Vágsellyétől 15 km-re délkeletre fekszik. Dél felől Negyed, nyugat felől Alsóhatár és Királyrév, északnyugat felől Zsigárd községekkel szomszédos. A Vág túlsó partján észak felől Sókszelőce, északkelet felől Tardoskedd községekkel határos.
Sík domborzata 109 és 112 m tengerszint feletti magasságban fekszik. Termőtalaja jó minőségű feketeföld. Talajának felső földtani rétegét megközelítőleg 30 m vastagságú negyedkori, elsősorban folyami üledék képezi, mely főként homokból, különböző szemcsézetű kavicsból és iszapüledékből tevődik össze. A negyedkori üledékek talpazatát egy megközelítőleg 1000 m vastagságú kavics- és homokbetétes neogén réteg képezi.
Ártézi kútja régóta a helyiek kedvelt ivóvize. Vizét a 20. század elején kifogástalan minőséggel illették.

### Élővilága
Határa erdőtlenített, jelentősebb jelenkori fás, bokros területei főként a Vág folyó hullámterében találhatók.
Vágfarkasdon hosszú ideje fészkeltek gólyák a temető mellett. 2011-ben 3 fióka repült ki, 2012-ben azonban nem költöttek, csupán egy gólya járt a fészekre. Ezen kívül a közelben van egy görbe fészekalátét is, amelyen nincs fészek. 2014-ben a fészket elfoglalta egy pár, azonban nem költenek. A temető melletti fészek megsemmisült, új alátétet a községháza közelében emeltek. Ebben 2024-ben kezdett költésbe egy gólyapár, de mivel az egyik felnőtt balesetet szenvedett és elpusztult a költés sikertelen lett.
Megfigyeltek itt már többek között bíbicet, búbos bankát, cigánycsukot, házi rozsdafarkút, kanalas récét, nagy őrgébicset, partifecskét, parlagi sast, kékes rétihéját, rétisast, kabasólymot, vörös kányát, erdei fülesbaglyot, gyöngybaglyot, réti fülesbaglyot is.

## Nevének eredete
A Farkasd helységnév d végződése magyar kicsinyítő képzőként szerepel, ezért annak eredeti jelentése „kis Farkas” volt, mely a Farkas személynévre vezethető vissza. Az ilyen típusú, tisztán személynévből, helynévképző toldalékok nélkül keletkezett helységnevek ómagyar eredetűek, keletkezésük a 10-11. században valószinűsíthető.
A Vágfarkasd elnevezést a 19. század végén, a magyarországi helységnevek egyértelműsítésekor alkották meg. A hivatalos névhasználatban a Vág előtag különböztette meg a többi azonos nevű településtől illetve településrésztől. 1911-től a települések hivatalos magyar formája Vágfarkasd lett, amikor a magyar közigazgatásban az 1898/IV. törvénycikk hatályossá vált. A település az első bécsi döntést követően visszakerült a Magyar királysághoz, s a hivatalos névhasználatban ismét a Vágfarkasd forma került alkalmazásra.
A második világháború után Csehszlovákiában a jogfosztások ideje alatt a magyar nyelv használatát előbb betiltották, majd korlátozták. Az 1948-as februári kommunista fordulat után fokozatos enyhülés következett, a falu hivatalos szlovák nevét azonban Daniel Okáli belügyi megbízott rendelete által Vlčany-ra változtatták. Az 1990-es évekig nemzetiségi név hivatalosan előírt használatban nem volt. Az 1994-es ún. táblatörvény, majd az 1999-es kisebbségi nyelvhasználati törvény, illetve 2012-es és az aktuális 2023-as szlovák kormányrendeletben is a Farkasd magyar név használatát írták elő a szlovákiai hivatali érintkezésben. A kisebbségi kormánybiztos hivatala által összeállított lista azonban nem veszi figyelembe még a szlovákiai azonos magyar névalakokat sem, mint ahogy a lista szlovák politikai befolyásoltsága is egyértelmű. A szlovák jogrend értelmében a településeknek vagy azok részeinek azonban ma is csak egy hivatalos: szlovák neve (szlovákul názov obce) van, tehát a magyar helységnévhasználat (szlovákul označenie obce) a kormányrendeletek mellékletei ellenére nem minősülnek hivatalos magyar helynévnek.

## Címere, szimbólumai

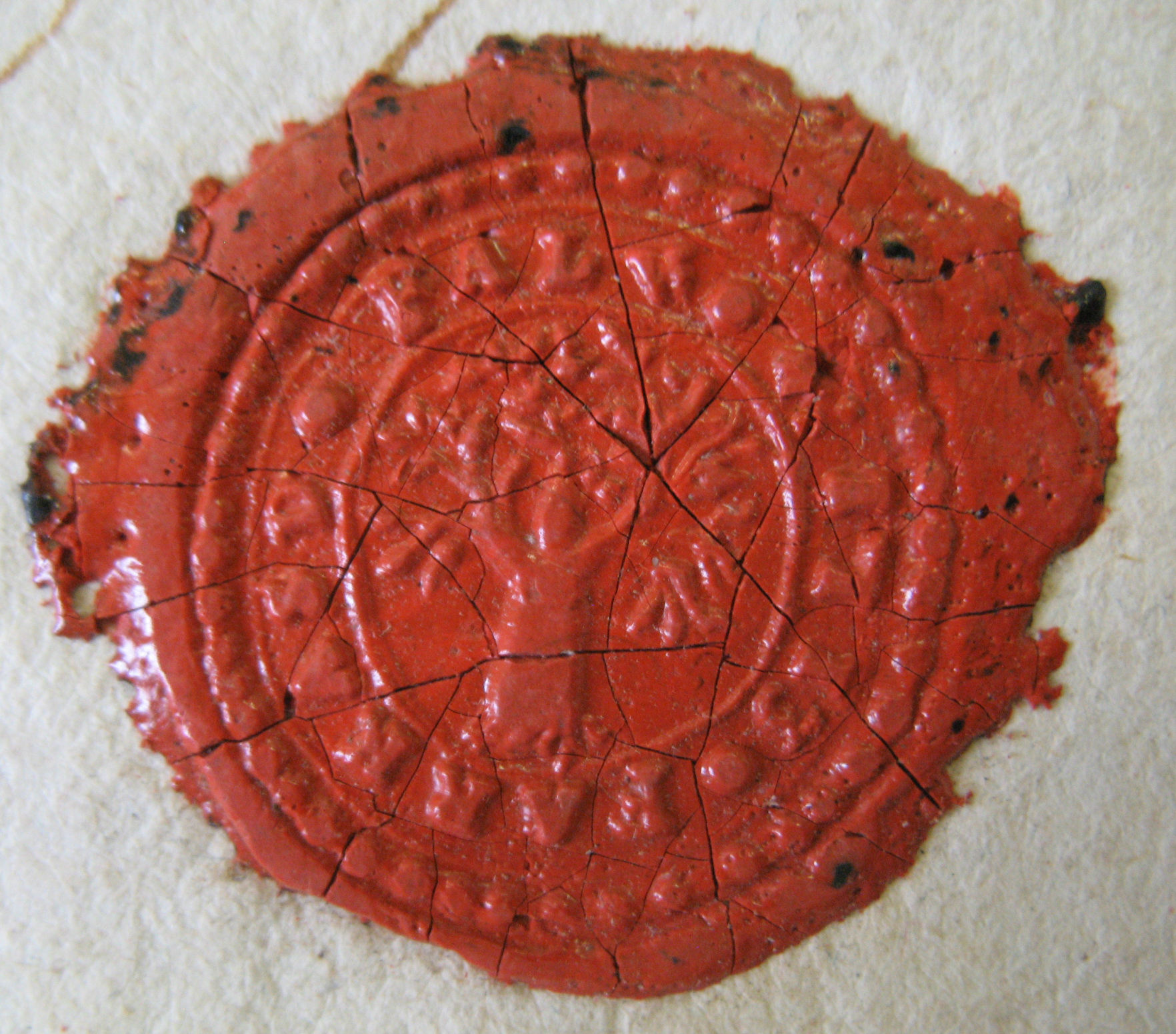
A falu pecsétje 1795-ből

Ismereteink szerint a falu első, 1664-ből származó pecsétje, melyről korabeli okiratok említést tesznek, nem maradt fenn. A legkorábbi ismert pecsét, az 1713-ból származó, tölgyfát ábrázoló, FARKASD * FALW * A * 1713 * körfelirattal ellátott, az 1713 és 1783 közötti időszakban volt használatos. Ezt követte az 1812-ben készített SIGILLIUM OPPIDI FARKASD A O 1812 latin körfelirattal ellátott (magyarul Farkasd mezőváros pecsétje 1812), melynek korábbi fa motívumát, két ágaskodó farkas alakjával egészítettek ki. További keltezett pecsétnyomót ismerünk még 1837-ből a fa és az ágaskodó farkasok alakjával, illetve 1837 FARKAS MEZO VAROS PETSET körirattal. A község jelenleg használatos címere is ezen pecsétek szimbólumainak felhasználásával készült el. A katolikus ekklézsiának 1828-ból ismeretes pecsétlenyomata. A református egyháznak 1783-tól ismert pecsétlenyomata SIGIL ECCL REFOR FARKASD AO 1783 * körirattal. Benne szablyát tartó gyalogos vitéz, sisakdíszben farkas. Ezt még 1844-ben is használták.

## Leírásai monográfiákban

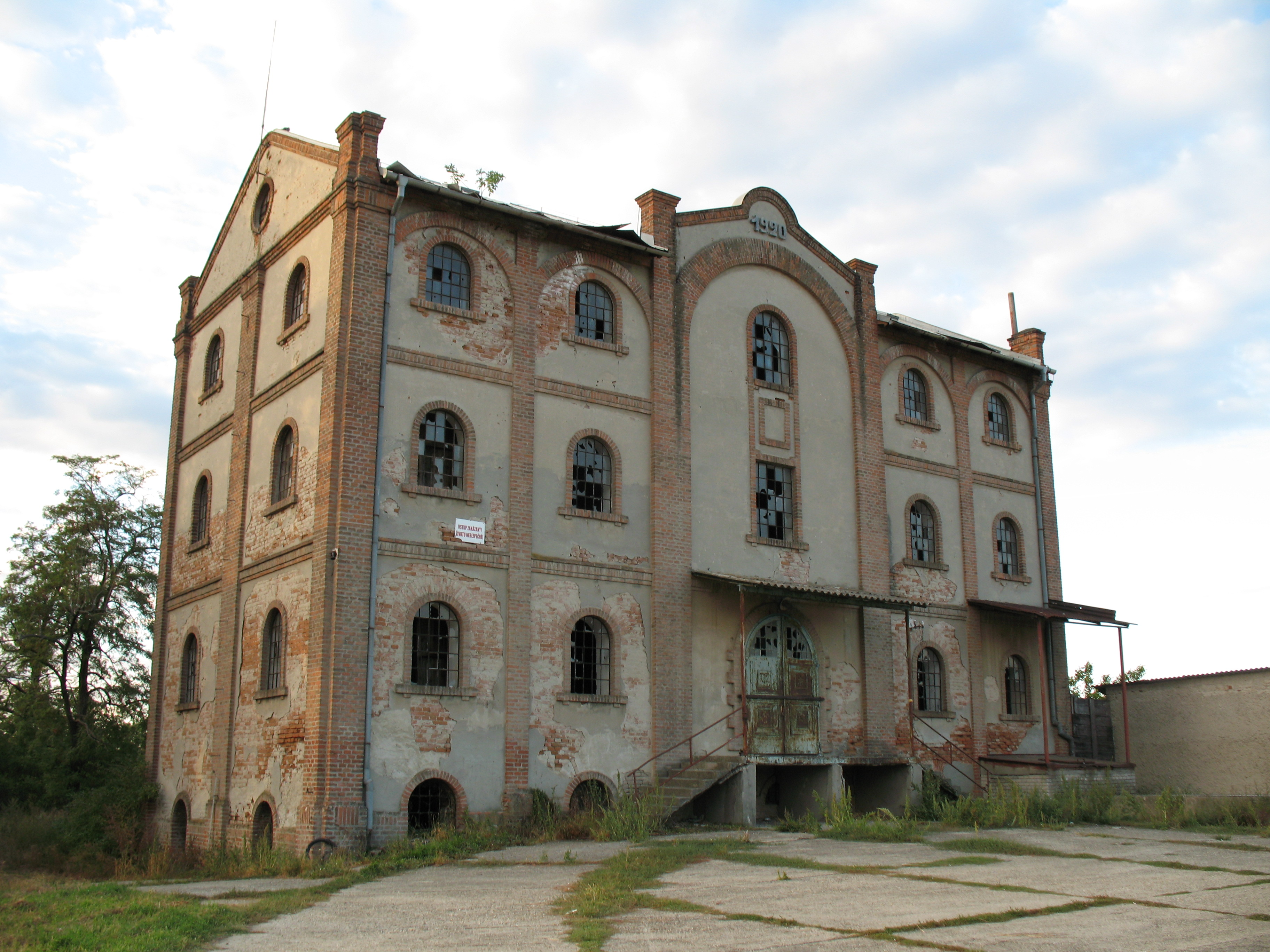
A műmalom épülete

Vályi András 1796-ból származó írása szerint: „Elegyes magyar falu Nyitra Vármegyében, földes Ura Gróf Károlyi Uraság, lakosai katolikusok, és reformátusok, fekszik Vág vize mellett, Negyednek szomszédságában, Selyétöl egy mértföldnyire. Tűzre fája, és legelője is elég, gyümöltsös kertyei, és mindenféle zőldségei, káposztája nevezetes, zőldséggel, ’s borokkal való kereskedésre jó módgya, Vág vizén malma helyben, földgye, réttye első osztálybéli, szőlei nintsenek, de mivel gyakorta járja határját Vág vize, ’s a’ töltéseknek megtartása nagy fáradságjokban van, földgyei négy marhával miveltetnek, a’ második Osztályba tétettetett.”
Fényes Elek 1851-ben kiadott Magyarország Geographiai Szótára szerint: „Farkasd, m. mváros, Nyitra vmegyében, a Vágh jobb partján, Érsek-Ujvártól 2, Nyitrától 5 mföldnyire. Számlál 1043 kath., 26 evang., 1971 reform., két óhitü vagyonos lakosokat. Van ekklézsia; urasági ház és kert; vendégfogadó, s több urasági és privát csinos épületek; rév a Vághon. Határa nagy és igen termékeny; lakosi sok buzát, zabot, árpát, kukoriczát, kölest termesztenek; káposztájokkal (melly igen híres) továbbá hagymával, répával s más kerti zöldségekkel nagy kereskedést űznek. Szarvas-marhát, valamint lovat sokat tartanak; az urasági nemesitett spanyol birka-nyáj nézésre méltó. F. u. gr. Károlyi Lajos.”

## Története

### A honfoglalástól a 15. századig
Először 1113-ban említi a Zoborhegyi apátság oklevele Forcas alakban. A zobori oklevélben már faluként feltüntetett és révvel is rendelkező település azonban korábbi alapítású. II. András 1206-ból származó oklevele a zobori apátság birtokába tartozó szomszédos település, Negyed birtokhatárainak felsorolása által szintén említi. A tatárjárás érintette a falut, mivel Batu kán seregének jobbszárnya a Vág mentén nyomult észak felől Esztergom irányába. A 13. század második felében a Szegi család birtokolta.[forrás?]
A 14. század kezdetén Csák Máté foglalta el, kinek emberei Szegi Jánost meggyilkolták. 1317 novemberében Károly Róbert Komárom ostroma alatt Erney fia Iwankanak (Roland nádor fia Deseu serviense), akinek apját és rokonait Csák Máté megölette és birtokaikat elfoglalta, többek között Negyed és Farkasd birtokokat visszaadja. A birtokok ekkor még Csák Máté kezén voltak. Ez a birtokadományozó oklevél már Farkasd néven említi. A 14. század folyamán a Farkas család tulajdonába került, de mivel a család 1458-ban férfiágon kihalt, Mátyás király a Korompai Nehéz testvéreknek és Bazthe-i Péternek adományozta. 1456-ban zálogjogon a Korlátkövi család birtokolta. Nehéz György 1494-ben leányai javára elzálogosította a birtokot, biztosítva ezáltal számukra az öröklést, melyet II. Ulászló 1498-ban és 1501-ben kiadott oklevelei megerősítettek.

### A reformáció kezdetei, a török hódoltság és a reformkor
A török már 1529-ben és 1530-ban háborgatta rablóhadjárataival. A 16. század közepén a település két legjelentősebb birtokosai Kéméndy Péter és Bessei Farkas Ignác – Nehéz György leányainak utódai – voltak. I. Ferdinánd 1560-ban Bessei Farkas Ignác fiának, Farkas Mihálynak további jelentős birtokrészt adományozott.
Bornemisza Péter szerint a farkasdiak többsége 1577-ben tért át a református hitre. A reformátusok az elkövetkező évtizedekben felépítették első templomukat, a paplakot és a felekezeti iskolát. A farkasdi református egyházközség az 1592-ben létrehozott Felső-Dunamelléki Egyházkerület részét képezte, mely az 1641 és az 1663 közötti években kilenc alkalommal tartott zsinatot Farkasdon. Az 1641. május 28-án, illetve 1647. május 20-án megtartott első két zsinatot 1652-ben püspökválasztó zsinat követte. Az 1654-ben megtartott farkasdi zsinaton elrendelték az egyházi ünnepek ideje alatti mulatozások betiltását. Az 1655. június 16-ai zsinatot Nyikos János püspök elhalálozása miatt, az 1656. május 17-ei püspökválasztó zsinat követte. Az 1658-ban és az 1659-ben megtartott farkasdi zsinatok sorát az 1663-ban megrendezett zárta le. Az ellenreformáció felerősödése és a török fennhatóság miatt további zsinatokat a községben nem tartottak. Szelepcsényi György 1660-ban elfogatta majd elűzte a község református lelkészét, templomukat elkobozta.
A legnagyobb erejű török támadás 1638-ban érte a falut. A törökellenes védelmi rendszer részét képező farkasdi sáncok, melynek helyőrségét 6 muskétás és egy tiszt alkották, a gútai erődhöz tartozott. A török rablótámadásai elől a lakosság a Tölgyerdőben talált menedéket. Érsekújvár török kézre kerülése által 1663-tól Farkasd a nyitrai török közigazgatási egységhez tartozott egészen 1685-ig, a török kiűzéséig. A falu első pecsétje 1664-ből származik.
Az 1681. évi Országgyűlés engedményei hatására a reformátusok ismét gyakorolhatták vallásukat. A farkasdi reformátusok – mivel templomuk elkoboztatott – Istentiszteleteiket Kamocsán tartották. Az 1706-ban visszaadott templom, melyet 1721-ben ismét elkoboztak, az 1724-es árvíz alkalmával semmisült meg. A község reformátusai ezt követően egészen 1781-ig, II. József Türelmi rendeletének kiadásáig ismét Kamocsán tartották az Istentiszteletet. Egy 1774-ből származó kézirat a következőképpen jellemzi az itteni reformátusok korabeli helyzetét: „Farkasdon vagyon Református ember 1348, Pápista vagyon 345. Az Isteni szolgálatra járnak Komárom vármegyébe Kamocsára. ... Semmi templomuk nincsen itt, az ami régen volt elpusztult, de az oskolaház megvagyon és a plébános bírja, zsellért tartván benne egy ideig. ... Semmi tanítómester nincs itt vallásunkon való, hanem most esztendeje egy pápista praeceptort állítottak be a plébános és a méltóságos uraság, kinek is az uraság maga fizet.”
A Rákóczi-szabadságharc idején, főként a farkasdi rév stratégiai jelentősége miatt, hadmozdulatok színhelye volt. A község részt vett a szabadságharc hadseregének ellátásában és a sebesültek ápolásában. 1709-ben pestisjárvány szedte áldozatait. A 17. század közepén a falu legjelentősebb birtokrészével Szelepcsényi György esztergomi érsek rendelkezett. Halála után birtokait I. Lipót Korompay Péter egri (később nyitrai) püspöknek adományozta 1686-ban, aki végrendeletében a nagyszombati jezsuitákra hagyta. A farkasdi birtokrészt 1690-ben a jezsuiták a Kaunitz családnak adták el, tőlük 1730-ban a Károlyiak vették meg. Gróf Károlyi Sándor a szatmári béke aláírója és egyik létrehozója a Rákóczi szabadságharcot követően svábokat telepített birtokaira. 1730-ban a Nagykároly felé haladó jövevények Farkasdon is megálltak. Az első magyarországi népszámlálás adatai alapján 1785-ben Farkasdon 2 445 lakos élt 346 házban. 1794. június 20-án I. Ferenc király mezővárosi rangra emelte és évi négy vásár tartását engedélyezte. A mezőváros első pecsétje 1797-ből származik. Az 1831-ben tomboló kolerajárványnak több mint kétszáz áldozata volt. Farkasdon a nemesek száma a 17. században kezdett növekedni, s a számuk 1846-ban elérte a 400-at, többségük azonban csekély birtokkal rendelkezett.
A második református templomot a korabeli törvények által engedélyezett módon, torony és harang nélkül, közadakozásból 1783 és 1785 között építették. Az 1787-ben illetve az 1793-ban készített harangokat kezdetben a templom közelében levő haranglábon helyezték el. A templom tornyát, a Károlyiak támogatásával 1808-ban építették fel. 1837-ben felépült az új református iskola. A katolikus templom 1808-ban épült fel.

### Az 1848–49-es forradalom és szabadságharc
Az 1848-as országgyűlés határozatait Farkasdon 1848. március 26-án hirdették ki a városháza előtti téren. 1848 szeptemberében a Nemzetőrség farkasdi gyalogsági egysége részt vett a vármegye északi részén zajló, Hurban-féle csapatok elleni harcokban. 1848 decemberében a Honvédség 16. zászlóaljába 10 farkasdi újonc vonult be. 1849. március 5-én a mezőváros fegyveradománnyal is támogatta a Honvédséget. A szabadságharc legjelentősebb hadmozdulatai e térségben 1849 júniusában zajlottak. 1849. június 15-én a Honvédség 48. zászlóaljának utászai elkezdték a Vág folyón keresztüli átkelő építését. A farkasdi átkelőpont megépítésében a lakosság is segítséget nyújtott és néhányan felfegyverkezve csatlakoztak a zsigárdi csatában megütköző 48. honvédzászlóaljhoz. A farkasdi átkelőpont 1849. június 18-ai elkészülését követően, a Knezich tábornok által vezetett III. honvédhadtest június 20-án átkelt a Vág folyón, s ezt követően ütközetet vívott a peredi csatában. A császári-cári túlerő miatt azonban visszavonulásra kényszerült. A farkasdi híd védelmére rendelték ki többek között Keresztessy József hadnagy, vívómestert. 1849. június 22-én Farkasdot megszállták a császári Pott Gusztáv ezredes seregei. Megtorlásként a zsigárdi csatában részt vevő önkéntesek közül néhányat felkutattak és kivégeztek. 1849-ben itt is járványok, közte kolera pusztított.

### A Kiegyezés utáni évek és az I. világháború
Az 1869. évi népszámlálás szerint lakosainak száma elérte a 4 270-et. A lakosság megélhetését főként a mezőgazdaság biztosította. A korabeli nyilvántartások ezenkívül 135 kézműves és kisiparos, valamint 14 kereskedő tevékenységéről tanúskodnak. Annak ellenére, hogy Farkasd az 1871. évi törvények értelmében elveszítette mezővárosi rangját, a nagyközség  további fejlődésnek indult. 1876-ban a Vág völgyi településeket is árvíz sújtotta, a falu is károkat szenvedett. Tűzoltóegylete az 1880-as években jött létre, a 19. század végén már postával, távíróval, körorvosi rendelővel rendelkezett. Az új katolikus iskolát 1882-ben építették fel a főtéren, s az 1880-as években megkezdte működését a katolikus óvoda is. Első patikája 1899-ben kezdte meg működését. 1905-ben alapított közkönyvtára 1914-ig működött. A Hangya helyi tagszövetkezetét 1908-ban alapították, annak főépületét 1910-ben adták át. A községi óvodát 1908-ban alapították. A községet érintő Negyed-Vágsellye vasútvonalat 1909. október 16-án adták át. 1910-ben 5391 lakosából 5372 magyar volt. Az első világháború kitörésével a község fejlődése is megtorpant. Az általános mozgósítási rendelet 1914. július 31-ei hirdetését követően az I. világháború harcterein 198 farkasdi veszítette életét. A trianoni békeszerződésig Nyitra vármegye Vágsellyei járásához tartozott.

### A két világháború közötti évek

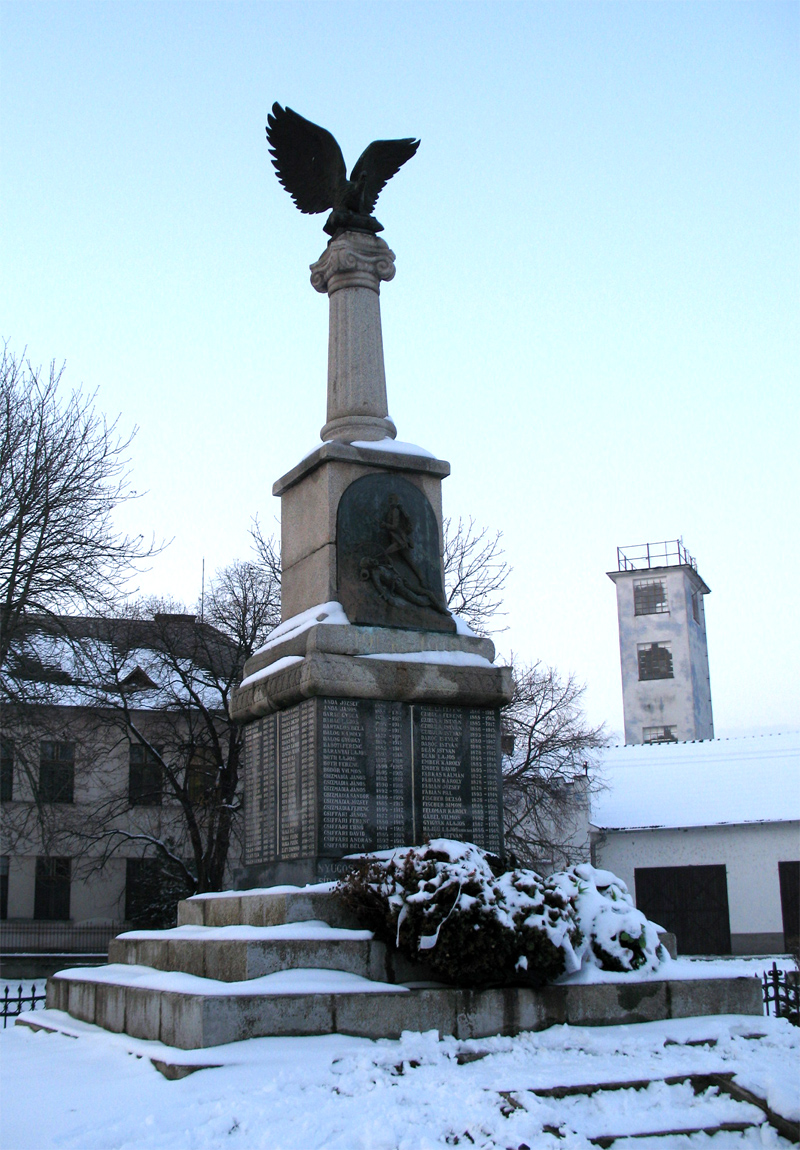
Az első világháborús emlékmű

A csehszlovák hadsereg 1919 januárjában szállta meg a községet, melyet aztán a trianoni békeszerződés aláírása által Csehszlovákiához csatoltak. 1919 tavaszán a megyei utasításra feloszlatott községi önkormányzat helyére átmenetit jelöltek ki, melyet 1920 áprilisában a pártlisták szerinti önkormányzati választásokon mandátumot szerzett képviselők váltottak fel. Az 1923. szeptember 15-én megtartott önkormányzati választások legtöbb mandátumát a Csehszlovák Kommunista Párt helyi jelöltjei szerezték meg. A község legmeghatározóbb politikai pártja, az 1927-es önkormányzati választásokon legtöbb mandátumot szerzett Magyar Nemzeti Párt volt. A helyi református gazdák összefogásában megépített gőzmalmot 1920-ban adták át. A Hanza Szövetkezeti Áruközponthoz 1925-ben csatlakozó helyi fogyasztási szövetkezet taglétszáma a kezdeti 163 alapító tagról 1933-ban 486-ra emelkedett, s a 168 tagszövetkezet közül a hetedik legnagyobb forgalmat bonyolította le. 1925-1927 között az állami adó átlaga 56784 csehszlovák korona volt, ami a környező településekkel (Deáki, Negyed, Pered, Zsigárd) összevetve lényegesen magasabb volt.
A két világháború közötti években a község gazdag társadalmi, kulturális életét többek közt az 1920-ban alapított Haladó Iparoskör, az 1925-ben alapított Keresztyén Ifjúsági Egyesület, az 1930-ban alapított Szlovenszkói Magyar Kultúregyesület és az 1935-ben alapított Szlovenszkói Katolikus Ifjúsági Egyesület helyi szervezetei jelentették, melyek kulturális előadásokat és szindarabok játszását is szervezték. A közkönyvtár 1924-ben újította fel tevékenységét. A helyi futballklubot, a Farkasd-Negyedi Sport Club-ot 1926-ban alapították, s az új futballpályát 1935-ben adták át. A Petőfi Sándor Cserkészrajt 1926-ban alapították. Az I. világháború 198 farkasdi hősi halottjának tiszteletére emelt emlékművet 1930. október 5-én avatták fel a főtéren. A mozi, melyet Lun István (1910–1999) alapított és üzemeltetett, 1931-ben kezdte meg működését. 1932. szeptember 11-én felavatták az új református iskolát. Az új tűzoltószertár épületét 1937-ben adták át. 1938. augusztus 28-29-én nagyszabású református napot szerveztek a faluban.
Vágfarkasdot az első bécsi döntés által 1938. november 2-án visszacsatolták Magyarországhoz, ekkor Nyitra és Pozsony k.e.e. vármegye része. A II. honvédhadtest 1938. november 8-án érkezett meg a községbe. Az Országzászló Emlékművet 1939-ben avatták fel a főtéren.

### A II. világháború évei
1941-ben 5 erdélyi menekült családot szállásoltak el a községben. 1944 áprilisában  Budapest bombázása miatt, 54 fővárosi gyereket helyeztek el a községben. A helyi zsidó lakosságot – 111 személyt – 1944 májusában hurcolták el, akik közül a későbbiekben 46 személy tért haza a németországi koncentrációs táborokból. 1944 novemberében 1300 német és magyar katona állomáshelye volt. A Vörös Hadsereg 1945. március 29-én érte el a község határát, s a Vág bal partja felől aknavetőkkel lőtte a települést, melyet 1945. április 1-jén foglalt el. Az ostrom következtében négy lakos életét veszítette, 24 lakóház összeomlott. A katolikus templom tornyát is bombatalálat érte.

### A jogfosztottság évei
1945-ben a trianoni határok visszaállítása által a község ismét Csehszlovákiához került. 1945 júniusában a község irányítása a belügy által kijelölt komisszár kezében összpontosult, akinek tanácsadótestületét a kommunista párt helyi szervezetének tagjai közül jelölték ki. 1946. január 3-án azonban ezt a tanácsadó testületet feloszlatták és helyükre szlovák telepesekből álló testületet hoztak létre. 1946 nyarán az 1945/33 számú rendelet alapján 239 személy ellen kollaboráció vádjával bírósági eljárást kezdeményeztek. Az alaptalan vádak alól a Vágsellyei Járásbíróság 1946 augusztusában hat személy kivételével mindegyiküket felmentette.
A Beneš-dekrétumok alapján 1947. január 24-én és január 25-én a községet a csehszlovák hadsereg körülzárta és 179 magyar családot (568 személyt, közülük 52 gyereket) kényszermunkára erőszakkal Csehországba deportáltak. Hátrahagyott házaikba a nagybiccsei járásból érkező szlovák telepesek költöztek be. A deportáltak 1948 ősze és 1949 tavasza közötti hazatérését követően sokuk – a szlovák telepesek házfoglalása miatt – rokonoknál, ismerősöknél lett elszállásolva.
A Szlovák Telepítési Hivatal összesen 1401 személyt – a község lakosságának egynegyedét – magyarországi áttelepítésre jelölte ki. A lévai katonai alakulat, a helyi csendőrség és a szlovák áttelepítési szervek felügyeletében végrehajtott kitelepítések 1947. július 28-án 23 óra 25 perckor, a magyarországi Nagybánhegyesre útnak indított első vasúti szerelvénnyel kezdődtek. Az 1947. július 28. és 1948. október 19. közötti időszakban végrehajtott  kitelepítések folyamán a község 1203 magyar lakosát erőszakkal Magyarországra telepítették. Összesen 22 vasúti szerelvényt indítottak útnak, melynek végállomásai Nagybánhegyes, Ambrózfalva, Mohács környéke illetve Kaposvár környéke voltak. A kitelepítettek ingatlanjaiba az áttelepülést önként vállaló nagybánhegyesi és ambrózfalvai magyarországi szlovákok költöztek be.

### A szocializmus évei és a jelenkor

#### A földműves szövetkezet története
A helyi földműves szövetkezetet 1949. október 8-án jegyezték be és december 8-án alapították. Taglétszáma és a szövetkezeti vagyon az 1950-es évek erőszakos kollektivizációja által jött létre. A 3600 hektár termőterület művelése kezdetben gépesítés nélkül folyt. Az állatállomány elhelyezésére 1959-ig az elkobzott nagygazda-udvarokat és az egykori grófi majorokat használták. A termelés gépesítése, a hizlaldák, raktárak, műhelyek és a szövetkezeti lakások építése az 1960-as években kezdődött. A szövetkezet 1973-tól a járási pártvezetés mezőgazdasági bizottságának irányítása alá került, ami főként a fejlesztések irányát szabta meg. A járási pártvezetés utasítására egyesült a veszteséges negyedi szövetkezettel, nagyhizlaldát építettek és 120 hektáros gyümölcsöst telepítettek, mely beruházások kölcsönök felvételét tették szükségessé. Emellett a negyedi szövetkezet adósságának törlesztése is szükségessé vált. 1983-ban a szövetkezet szarvasmarha-állománya meghaladta a 3000 darabot, sertés-állománya a 17 000 darabot, éves tejtermelése elérte a 3.5 millió litert, marhahús-termelése a 359 tonnát, sertéshús-termelése az 1440 tonnát. A negyedi szövetkezettől való 1989-es szétválása a szövetkezet számára pénzügyileg ismét kedvezőtlen lefolyású volt. A rendszerváltást követően a szövetkezet új vezetősége 1991-ben megkezdte a szövetkezeti vagyon kiárusítását, s az intézkedések végül a szövetkezet csődjéhez vezettek.

## Néprajz
Népviseletét Löger Gusztáv (1899) is megörökítette. Olsvai Imre szerint Kodály Zoltán első népdalgyűjtő útján 1905-ben megfordult Vágfarkasdon is, augusztusban dinnyeszedés idején. Itt egy Czuczor vers népdal-dallamát gyűjtötte fel, melynek állítólag cseremisz és csuvas párhuzamai vannak (lásd Fúj, süvölt a Mátra szele). Ezen kívül Bakos József itt gyűjtötte az Ég a gyertya, ég című palóc eredetű gyermekmondóka egy változatát.

### Mezőgazdaság
A zöldségnövények közül elsősorban vöröshagymát, káposztát, burgonyát, sárgarépát termesztettek. A környékbeliek ezért hajmásoknak is nevezik őket. A helyi nyelvjárásban a vöröshagyma megfelelője a hajma, a petrezselyemé gyükér, a sárgarépáé ződsíg, a zöldborsóé csicsiri, a bab megfelelője pedig a borsó. A negyediekkel együtt a káposztát és egyéb terményeket a Vágon leúsztatva a párkányi Simon-Júda-napi vásárra is elvitték.
A rétek, legelők területe az 1930-as évekre már jelentős mértékben megcsappant, azokat a megelőző évtizedekben fokozatosan szántókká törték fel. Ezek egy részén, a Palántásnak nevezett parcellán főként káposztapalántát termesztettek. A melegágyi palántanevelés és az ezzel összefüggő gyöpvágás az 1930-as években kezdett elterjedni. A zöldségféléket télire vermekben tárolták. A dinnyefélék közül az 1940-es évekig főként sárgadinnyét termesztettek. Szőlőtermesztés csak jelentéktelen mértékben folyt, egyéb gyümölcsfélék termesztése szintén csekély mértékben. A Vág egykori árterületén fekvő Szilvások az ott nagyobb számban levő szilvafáiról kapta nevét, ahol telkenként általában 10-15 gyümölcsfa volt.

### Mesterségek
A 19. század második felében 45 mesterember tevékenykedett a községben, legnagyobb számban a molnár, takács és a szabó mesterségek művelői. A takácsmesterségéről nevezetes Csiffáry család a 18. század elején telepedett le Farkasdon. Műhelyükben 12 segéd dolgozott. A takács céh könyve a két világháború között még megvolt, jelenlegi sorsa ismeretlen. A Vág folyón hajósmalmok sorakoztak, közülük Kőrös Dávid hajósmalma egészen 1945-ig működött.

### Tőkehúzás
A tőkehúzás néven ismeretes, némileg busójárásra hasonlatos, nagy múlttal rendelkező, hagyományos népszokást hamvazószerda napján tartják. A maskarába öltözött, kilétüket álarccal takaró legények, élükön az első dorongossal és az őt követő menyasszony, vőlegény, harmonikás, írnok, tyúkkosaras és a tőkehúzó a falu utcáit róják ilyenkor harmonikaszó mellett, rikkantgatva, s a tréfa kedvéért időnként hemperegve is. Ahol nyitott ajtót találnak, portájának udvarába betérnek, s mókázásukat ilyenkor a háziak némi harapnivaló és bor adományával hálálják meg. Az adományokat az írnok gondosan feljegyzi, majd a tyúkkosárba rakják. Este, menetük végeztével a legények, a helyi néphagyományban pocita néven említett mulatságot tartanak.

### Dereglyések
Farkasdon a 19. században már jelentős mennyiségben termesztettek káposztát, melynek távoli piacokra való szállítására dereglyéket (kisebb hajókat) is használtak. Számuk 30 és 50 között volt. Egy dereglyét többnyire négy gazda birtokolt közösen. E Linzben készített, háromféle, méretükben különböző típus közül (22 m, 27 m, 32 m hosszú hajótest) a Farkasdiak, alkalmazkodva a Vág folyó zátonyaihoz, a 27 m-es változatot részesítették előnyben, viszonylag nagy raktere és még elfogadható merülési mélysége miatt. A 400 mázsa teherbírású, 4 m széles, víznek ellenálló vörösfenyőből készült dereglye hátsó részében állt a tűzhellyel is felszerelt guliba (kalyiba). A vízhányó a hajó legmélyebb pontján gyűjtötte össze a beszivárgó vizet, melyet aztán egy hosszú nyelű, 5-6 liter űrtartalmú merőlapáttal, a capallal merték ki. A 80 kg súlyú kormánylapátot két kormányos kezelte. Főként alacsony vízállás esetén a zátonyok környékére érve a dereglyét lehorgonyozták, s csónakkal derítették fel a zátonyok közti átjáró helyét, cucával mérve a vízmélységet. A 40 kg-os vasmacskát acélkötéllel húzták fel. A megfeneklett dereglyét dorongolással szabadították ki, ha ez sikertelen volt, végső esetben történt a kisüttölés, amikor is a szállítmány egy részét csónakkal kihordták a partra, majd túljutva a zátonyokon visszarakodtak. Alacsony vízálláskor Farkasdról csak fél terheléssel indultak útnak, majd áthajózva a negyedi nagyzátonyon, Szimő közelében rakodtak meg teljesen. Kedvező időjárás és vízállás esetén fél nap alatt Komáromba értek. Hazafelé, a folyón felfelé történő vontatás egy megközelítőleg 100 m hosszú, 3 cm átmérőjű kenderkötéllel, az alattságkötéllel történt.

## Nevezetességei

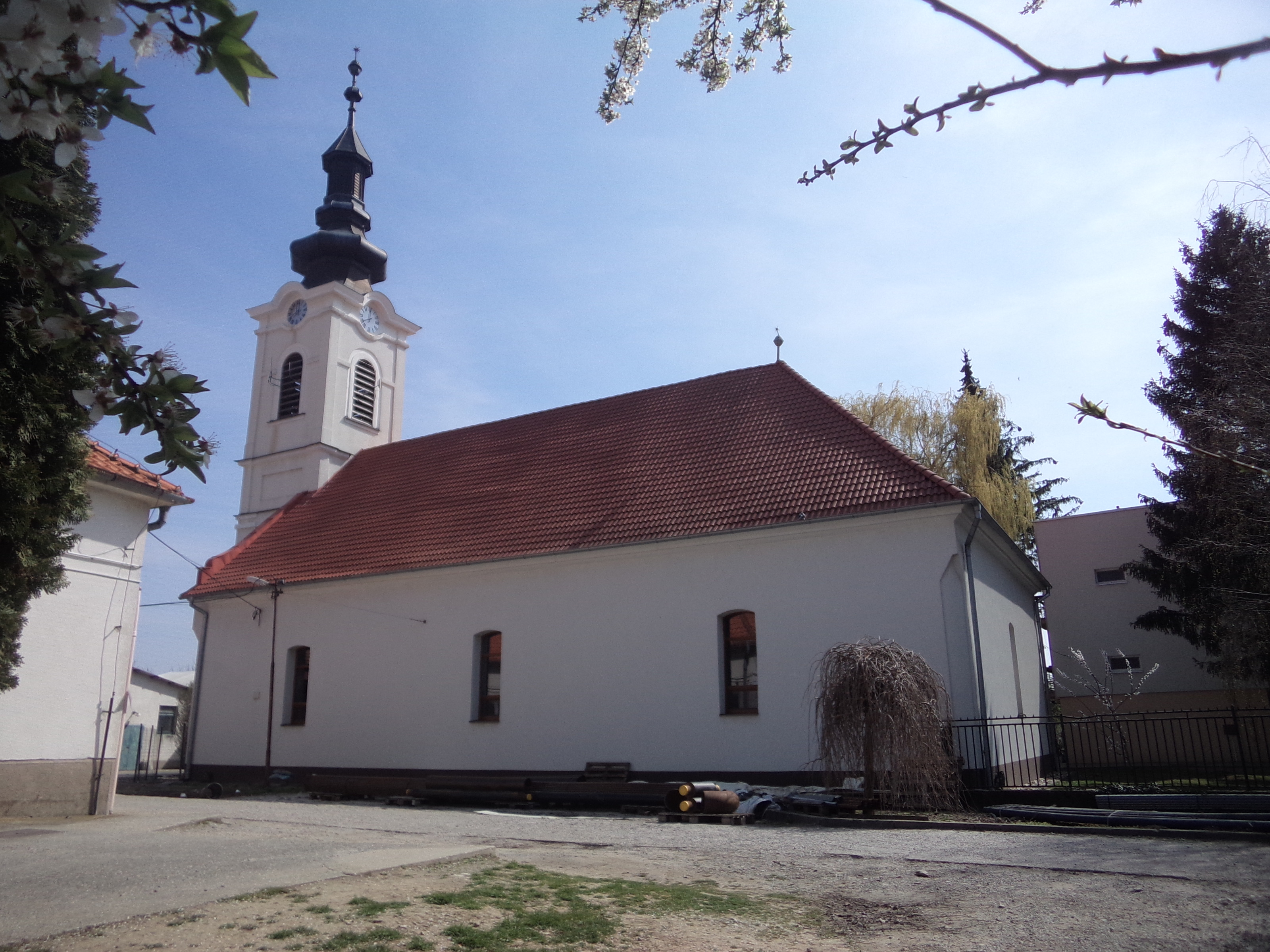
A református templom
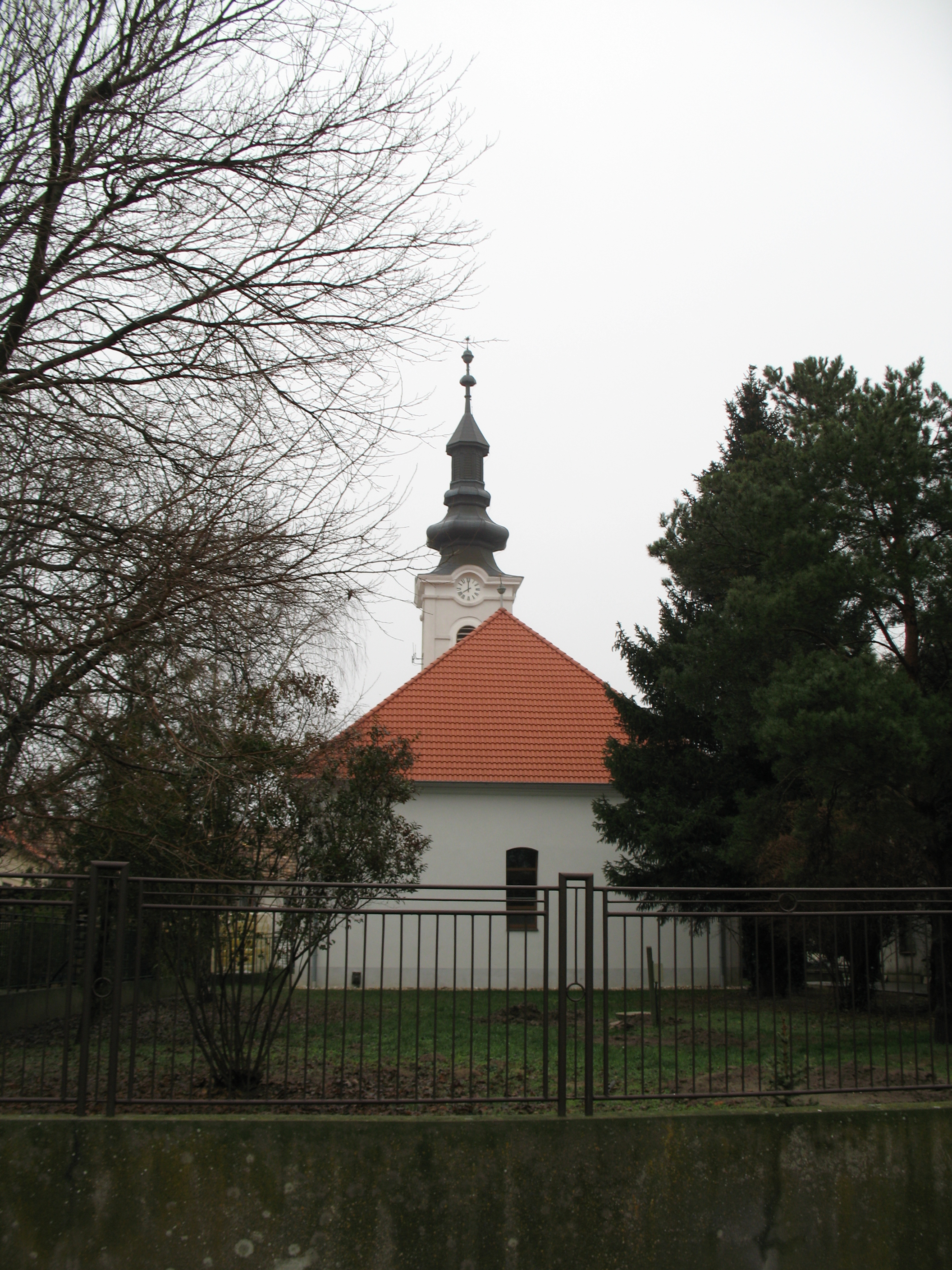
A református templom
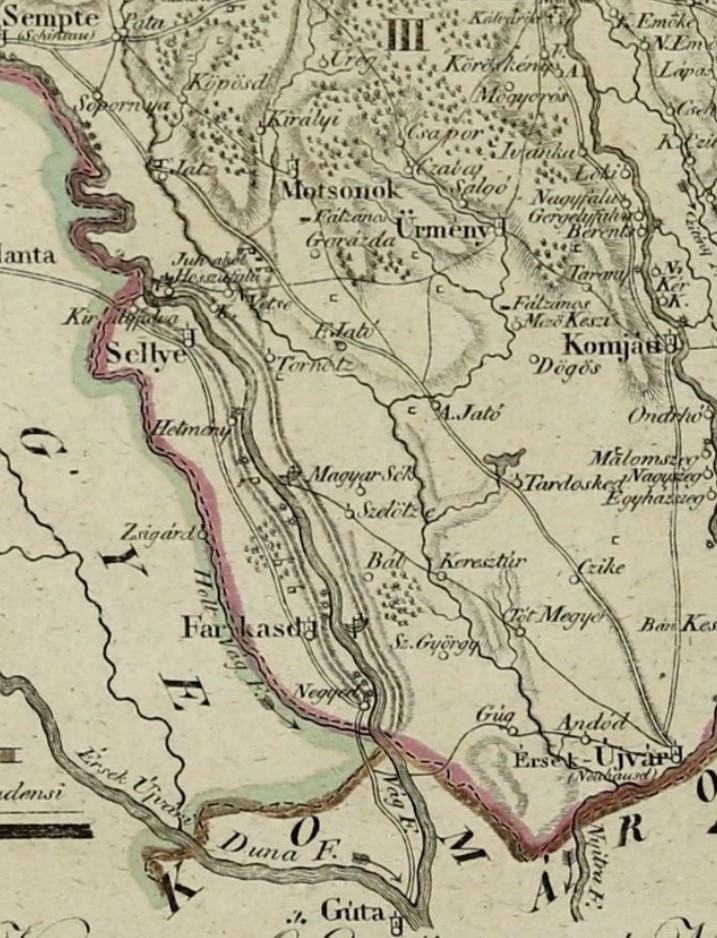
Átkelőhely Farkasdnál Görög Demeter térképén (19. század eleje)
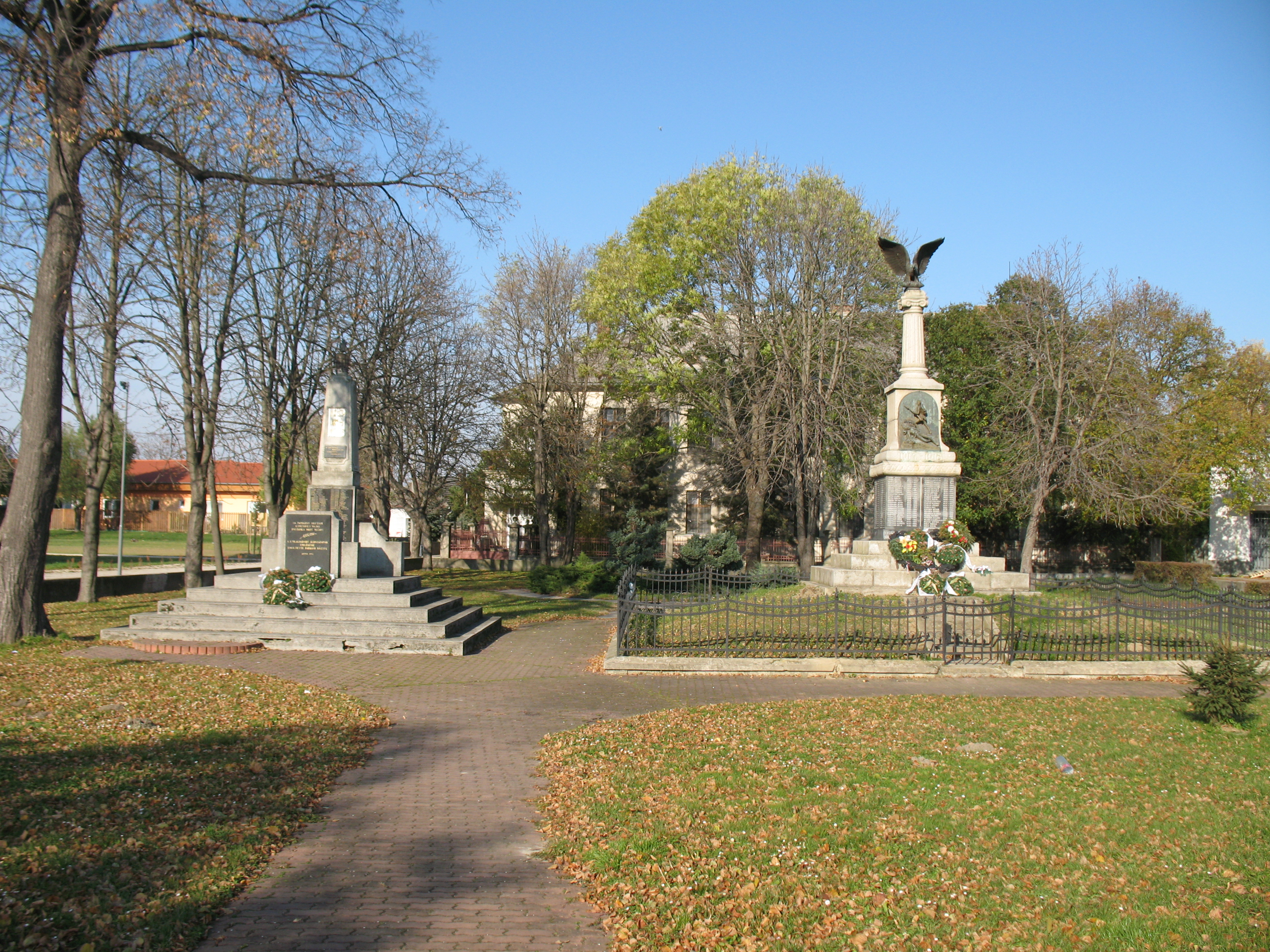
Világháborús emlékművek

- Református temploma 1785-ben épült. A templomtornyot 1808-ban építették fel a Károlyiak támogatásával. A templomot 1829-ben átalakították, a két oldalsó emeleti karzatot a szószékkel szembeni emeleti karzattal bővítették ki. A toronyórát 1855-ben építették be. A templomtornyot 1888-ban magasították meg a jelenlegi 32 méteres magasságra. Az orgonát 1901-ben építették be. 1903-ban készítették carrarai fehér márványból az Úrasztalát és a keresztelőmedencét. A két nagyobbik harangot 1916. augusztus 31-én a hadsereg elkobozta. Ezek pótlására 1922-ben közadakozásból egy 530 kg-os és egy 322 kg-os harangot öntettek Nagyszombatban, melyek kisebbikét a II. világháború idején ismét rekvirálták.

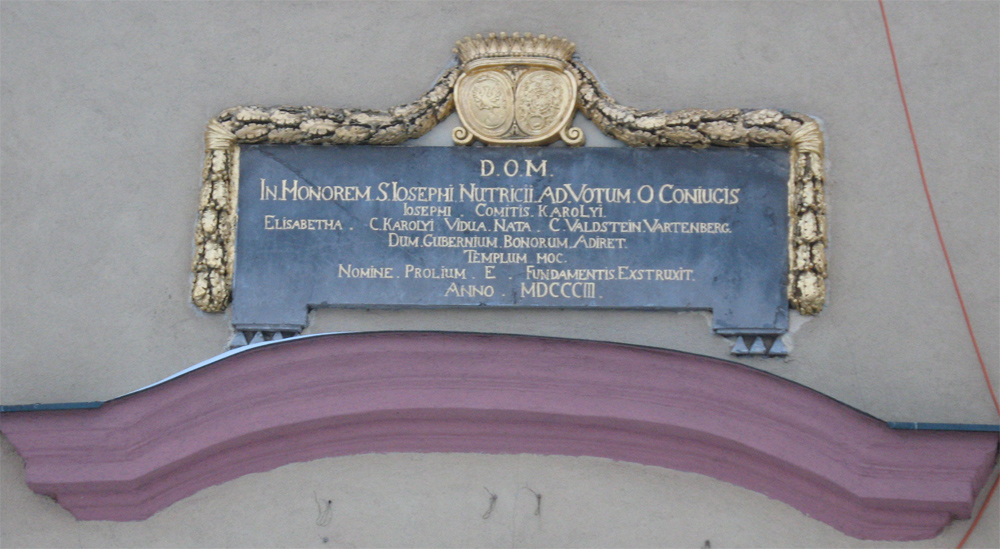

- Római katolikus temploma a Károlyiak támogatásával 1803-ban épült klasszicista stílusban. Főoltárképe a Szent családot ábrázolja. Plébániáját 1814-ben építették.

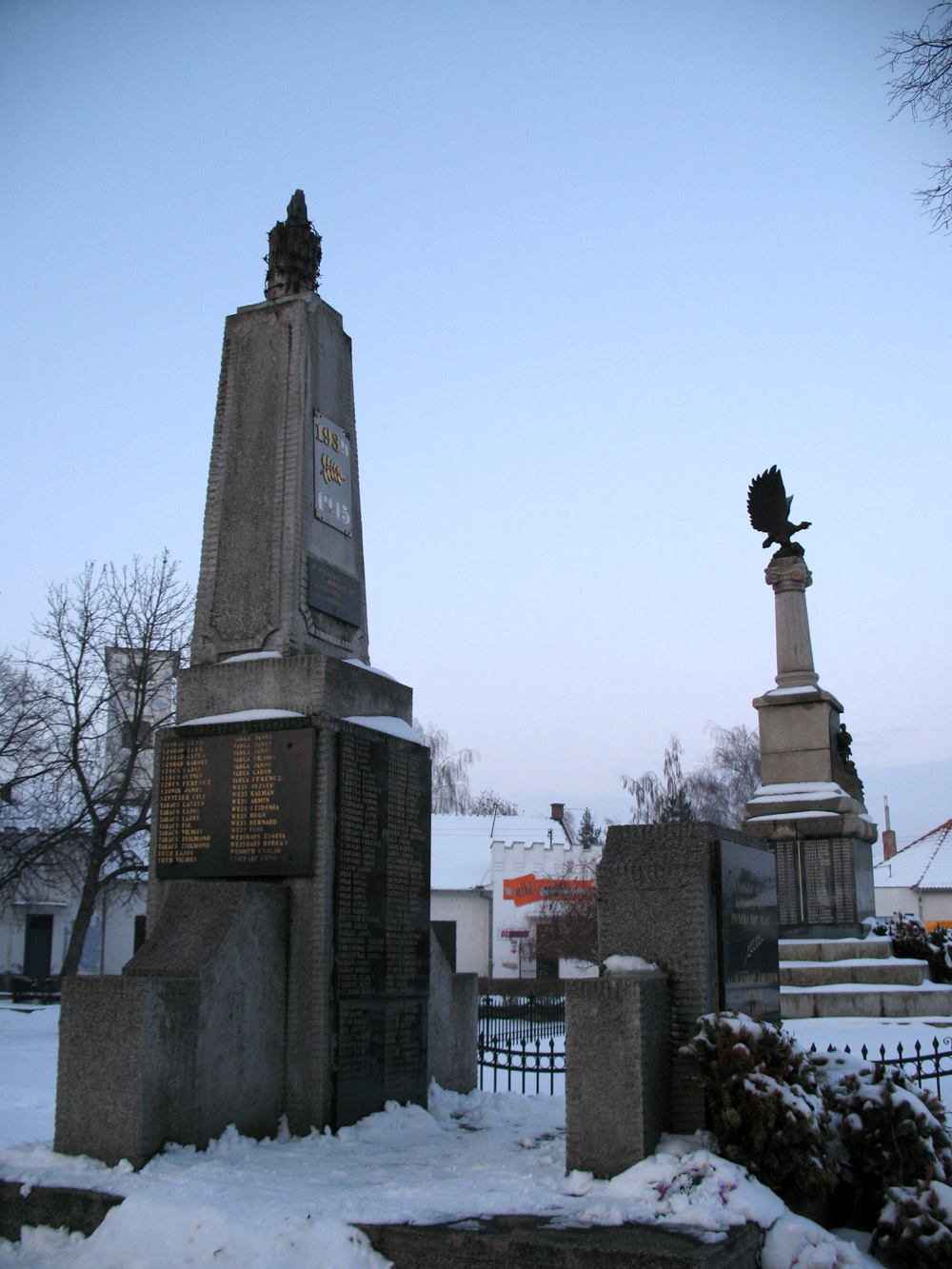

- Az I. világháború 198 farkasdi hősi halottjának tiszteletére emelt emlékmű a főtéren, az egykori Templomtéren található. Az emlékművet a helybéli születésű Ivány Ferenc, Deáki egykori református iskolaigazgatója tervei alapján építették. 1930. október 5-i ünnepélyes felszentelésén 5000 fős tömeg vett részt. A hősi halottak aranybetűs névsora a 7 m magas emlékmű sziléziai gránittömb-talapzatán található. A fölötte lévő bronz dombormű ágyúkerékre hanyatló elesett honvédot, s mellette rohamra induló fiát ábrázolja. Az oszlopfőn kiterjesztett szárnyú turul. Az emlékművet a Magyar Koalíció Pártja helyi szervezetének kezdeményezésére és hozzájárulásával, valamint az önkormányzat támogatásával 2000-ben újították fel.[47] Domborművét Lipcsey György szobrászművész restaurálta. Minden év október első vasárnapján ökumenikus Istentisztelet és emlékünnepély színhelye.

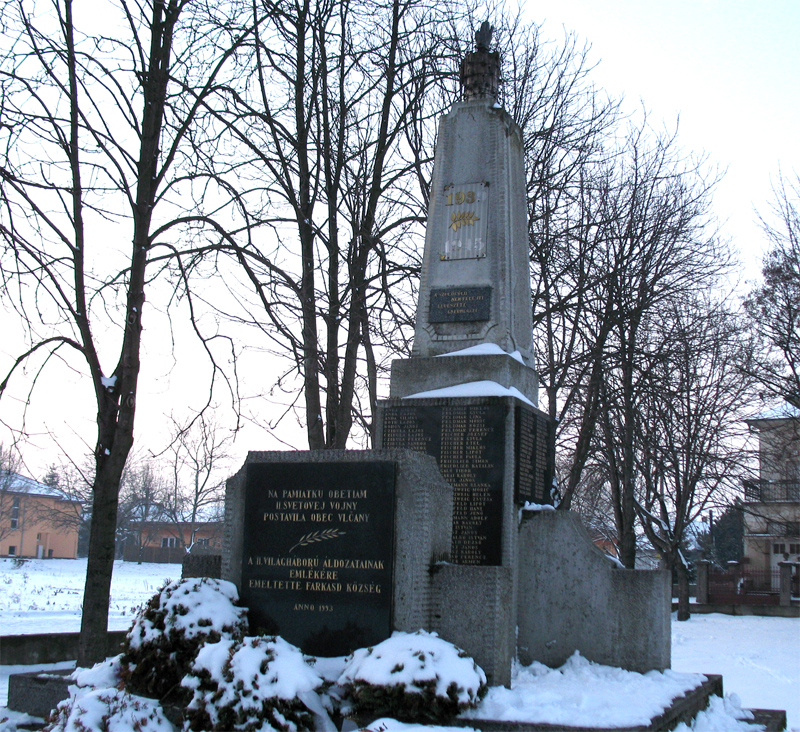
A 2. világháborúban elesett hősök emlékművét 1993-ban avatták fel

- A II. világháború farkasdi hősi halottjainak tiszteletére emelt emlékmű a főtér parkjában lelhető fel. Az emlékművet az 1939-ben felavatott Országzászló emlékmű átalakításával hozták létre.[48]
- Kastélya és a Csiffári-kúria is a 20. század elején épült.
- A farkasdi rév sok évszázados múltra tekint vissza. Elsőként a nyitrai zoborhegyi bencés apátság 1113-ban kiadott birtoklevele említi. A Vág folyón való átkelést egy motor nélküli, személygépkocsik szállítására is alkalmas komp tette lehetővé, mely menetrend nélkül, ingyenesen közlekedett. 2004. január 7-én a zajló jég megrongálta a kompot és a kompkötelet tartó, parton álló kötélárbócot. Javításukat és felújításukat 2004-ben végezték. A folyón közlekedő szállítóhajók miatt a korábban 5 m magas kötélárbóc magasságát 18 m-re növelték. A felújított kompot 2005. január 14-én adták át. 2023-ig rendszertelenül közlekedett a két part között, ezután azonban véglegesen leállították a rossz műszaki állapotára hivatkozva. 2024-ben a kompot szétszerelték.[49]
- A temető ravatalozóját Izsák Ferenc fából faragott szoboralkotásai díszítik.
- A Vágfarkasdi-holtág különleges növény és állatvilággal rendelkezik.
- A Bufa-puszta mellett tőzegtelep található.

## Kultúra
- Az 1931-ben kiadott A szülőföld nem felejt című könyv az I. világháború farkasdi hősi halottainak állít emléket. A könyv 2000-ben megjelent második, bővített kiadása a II. világháború farkasdi hősi halottairól is megemlékezik.
- A Farkasd című helytörténeti monográfia ünnepélyes könyvbemutatója 2002. december 1-én volt. A monográfia 1948-ig mutatja be a település történelmét. A könyv szerzői Novák Veronika, Bukovszky László és Gál Margit történész-levéltárosok, Izsóf József régész, Danter Izabella és Molnár Benő néprajzkutatók, valamint Seres Róbert amatőr helytörténész.
- Vágfarkasd és vidékének közéleti lapja Forcas címen jelent meg negyedévenként 1999 és 2002 között.[50]
- A község lapja, a Farkasdi Hírmondó 2004 óta jelenik meg.
- Polgár Anikó vágfarkasdi származású költő első verseskötete 1999-ben jelent meg Trója, te feltört dió címmel. Irodalmi nívódíjban és a Tokaji Írótábor díjában részesült. Férjével, Csehy Zoltán költő-műfordítóval közösen kiadott Illatos kenőcsök háza című, a középkori latin költészet gyöngyszemeiből válogató műfordításuk 2001-ben jelent meg.
- Néprajzi gyűjtéseit a Galántai Honismereti Múzeum adattára és fényképtára is őrzi. Alaxa plébános is számos gyűjteményi tárgyát hagyta az említett múzeumra.

## Népessége
| Év:            | 1994. | 2004.   | 2014.   | 2024.   |
| -------------- | ----- | ------- | ------- | ------- |
| Emberek száma: | 3384  | 3443    | 3286    | 3131    |
| Eltérés:       |       | +1,74 % | -4,55 % | -4,71 % |

| Év:            | 2023. | 2024.   |
| -------------- | ----- | ------- |
| Emberek száma: | 3139  | 3131    |
| Eltérés:       |       | -0,25 % |

### Népességének nemzetiségek szerinti alakulása
1880-ban 4267 lakosából 4095 magyar és 21 szlovák anyanyelvű volt.
1890-ben 4819 lakosából 4760 magyar és 49 szlovák anyanyelvű volt.
1900-ban 5290 lakosából 5270 magyar és 14 szlovák anyanyelvű volt.
1910-ben 5391 lakosából 5372 magyar és 15 szlovák anyanyelvű volt.
1921-ben 5356 lakosából 5066 magyar és 156 csehszlovák volt.
1930-ban 5380 lakosából 5010 magyar és 129 csehszlovák volt.
1941-ben 5150 lakosából 5105 magyar és 5 szlovák volt.
1970-ben 4533 lakosából 3481 magyar és 1045 szlovák volt.
1980-ban 4003 lakosából 3062 magyar és 929 szlovák volt.
1991-ben 3439 lakosából 2652 magyar és 733 szlovák volt.
2001-ben 3394 lakosából 2458 magyar és 864 szlovák volt.
2011-ben 3328 lakosából 2284 magyar és 951 szlovák volt.
2021-ben 3220 lakosából 2001 magyar, 994 szlovák, 3 cigány, 23 egyéb és 199 ismeretlen nemzetiségű volt.
|          | 1785  | 1869  | 1880  | 1900 | 1910 | 1939 | 1991 | 2001 | 2011 |
| -------- | ----- | ----- | ----- | ---- | ---- | ---- | ---- | ---- | ---- |
| magyar   | 2445* | 4270* | 4267* | 5270 | 5372 | 5363 | 2652 | 2458 | 2284 |
| szlovák  | -     | -     | -     | 14   | 15   | 25   | 733  | 864  | 951  |
| német    | -     | -     | -     | 4    | 3    | 6    | -    | -    | 0    |
| egyéb    | -     | -     | -     | 2    | 1    | 16   | 54   | 72   | 59   |
| összesen | 2445  | 4270  | 4267  | 5290 | 5391 | 5410 | 3439 | 3394 | 3328 |

* becslés alapján (nemzetiségek szerinti nyilvántartás 1900-tól létezik)

### Népességének vallási felekezetek szerinti alakulása
|                 | 1869 | 1880 | 1900 | 1910 | 1939 | 2001 |
| --------------- | ---- | ---- | ---- | ---- | ---- | ---- |
| református      | 2894 | 2864 | 3363 | 3450 | 3227 | 1179 |
| római katolikus | 1250 | 1267 | 1720 | 1747 | 2001 | 1414 |
| izraelita       | 95   | 115  | 177  | 161  | 151  | -    |
| evangélikus     | 13   | 20   | 18   | 23   | 17   | 202  |
| egyéb           | 18   | ?    | 30   | 10   | 14   | 599  |
| összesen        | 4270 | 4267 | 5290 | 5391 | 5410 | 3394 |

## Társadalmi szervezetek
- Vágfarkasdon már a két világháború között is számtalan társadalmi szervezet, egyesület működött. Ilyen volt például a Vágfarkasdi Haladó Iparoskör,[55] a Fogyasztási Szövetkezet.[56]
- A Csemadok helyi alapszervezete és az annak keretén belül működő Ifjúsági Klub a község egyik legtevékenyebb társadalmi szervezete. Az Ifjúsági Klub rendezvényei közé tartoznak a Farkasdi Ifjúsági Napok kétnapos rendezvénysorozata, a juniális, a Szüreti felvonulás valamint a „Generációk találkozása” magyar-nótaest.
- A Haladás vadásztársaság taglétszáma 2001-ben 44 fő volt. A Szentantalon megrendezett országos vadásznapokon, 2006. szeptember 2-án tevékenységüket Szent Hubert emlékéremmel jutalmazták. A vadásztársaság fácánok és vadkacsák tenyésztésével is foglalkozik. A vadkacsák nevelésére két hektárnyi vízfelületet alakítottak ki a Szőce nevű dűlőben az 1990-es évek kezdetén. 1993-ban 330 m² területű, szárnyasvad nevelésére alkalmas ketrecet építettek. 1994-ben aszfaltgalamb-lőteret létesítettek. Vadászterületükön több mint tíz magaslest, továbbá számos vadetetőt, itatót, sózót tartanak fenn. A vadállomány ellátásának alapját 50 hektárnyi termőföld megművelése adja. Az élőnyúl értékesítésében országos viszonylatban is az élen járnak. A 2005. évi vadászidényük terítéke 1650 fácán, 650 nyúl, 280 vadkacsa és 36 őz.
- Hubert vadásztársaság. A Haladás vadásztársaságból kilépő tagok alapították az 1990-es évek elején.
- A helyi horgászegyesület taglétszáma meghaladja a 200 főt. Hagyományos rendezvényük a május elején megrendezett horgászverseny.

## Neves személyek

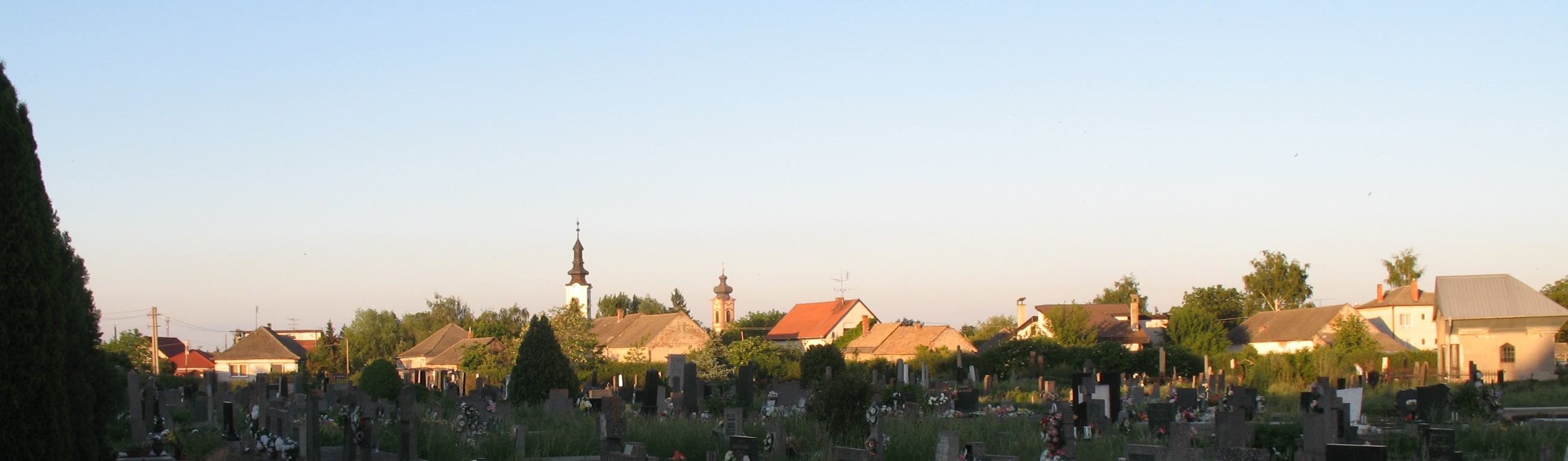
A farkasdi temető

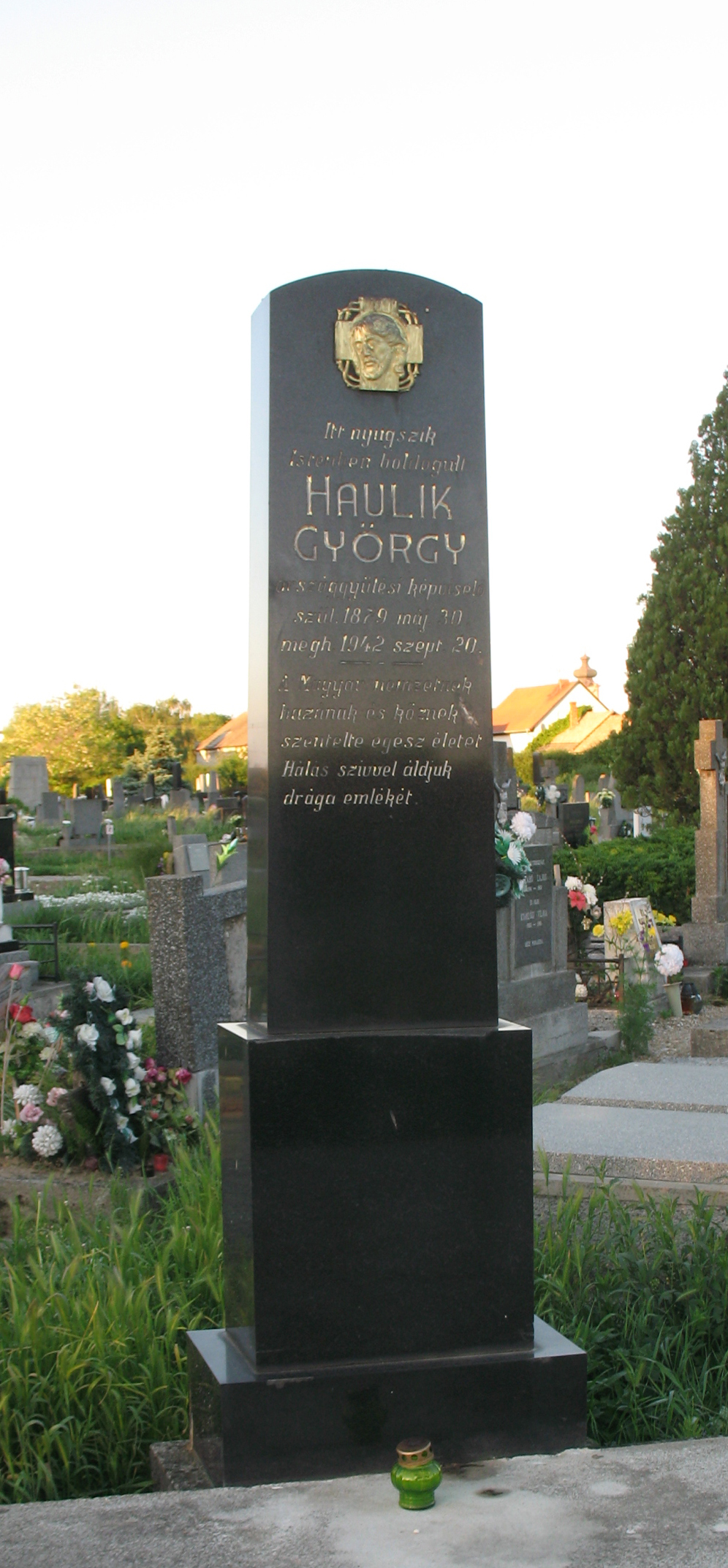
Haulik György sírja

- Itt tevékenykedett a 18. század kezdetén Besnyei György református egyházi író, bibliafordító, prédikátor.
- Itt született 1772. november 4-én Somogyi Csizmazia Sándor történész, színműfordító.
- Itt született 1816. november 25-én Hutirai Lukácsy Lajos (eredetileg Hutiray) 48-as komáromi őrnagy.[57]
- Itt született 1819. szeptember 10-én Hutirai Lukácsy Károly (eredetileg Hutiray) 48-as huszár főhadnagy, mérnök.[58]
- Itt született Tóth István, Jókai Mór pápai diáktársa, Tóth Mihály lelkész fiaként.[59]
- Itt született 1878-ban Osztényi József helyi iskolaigazgató, tankönyvíró.[60]
- Itt született 1910. augusztus 9-én Dobossy László irodalomtörténész, szótáríró. Nevéhez fűződik többek között a cseh–magyar és a magyar–cseh nagyszótár megalkotása.
- Itt született 1911-ben Osztényi Leander tanító, festőművész.
- Itt született 1915. november 27-én Babóthy Ferenc gazdálkodó, politikus, országgyűlési képviselő.
- Itt született 1919. augusztus 15-én Miklós Klára Jászai Mari-díjas magyar színésznő, érdemes művész.
- Itt született 1929. július 7-én Takács József, az Voice of America rádióállomás magyar adásának egykori főszerkesztője.
- Itt született 1933-ban Pintér Ferenc (1933-2011) fizikus, tanszékvezető egyetemi tanár.[61]
- Itt született 1950. október 8-án Kovács Sándor (Alexander Kovács)(wd) csehszlovák válogatott labdarúgó.[62]
- Itt született 1952. május 22-én Ján Packa egykori kézilabdakapus, a csehszlovák válogatott tagja (120 mérkőzés), jelenleg edző.
- Itt teljesítette református lelkészi szolgálatát az 1970-es és az 1980-as években Mikó Jenő református püspök, egyházi író.
- Itt alkot Izsák Ferenc fafaragó művész.
- Itt szolgált segédlelkészként Galambos Zoltán.
- Itt szolgált Herodek Antal főesperes, plébános.
- Itt szolgált és hunyt el Köves Kálmán plébános.
- Itt szolgált Pázmány Dániel (1836–1916) Csanád vármegyei főlevéltáros, nyitramegyei gazdasági egyesület titkára.
- Itt szolgált Weisz Lipót (1886-?) orvos.[63]
- Itt töltötte gyermekkorát Kaszás Attila színész.
- Itt töltötte gyermekkorát Polgár Anikó költő, irodalomtörténész, műfordító.

## Közlekedés

### Közút

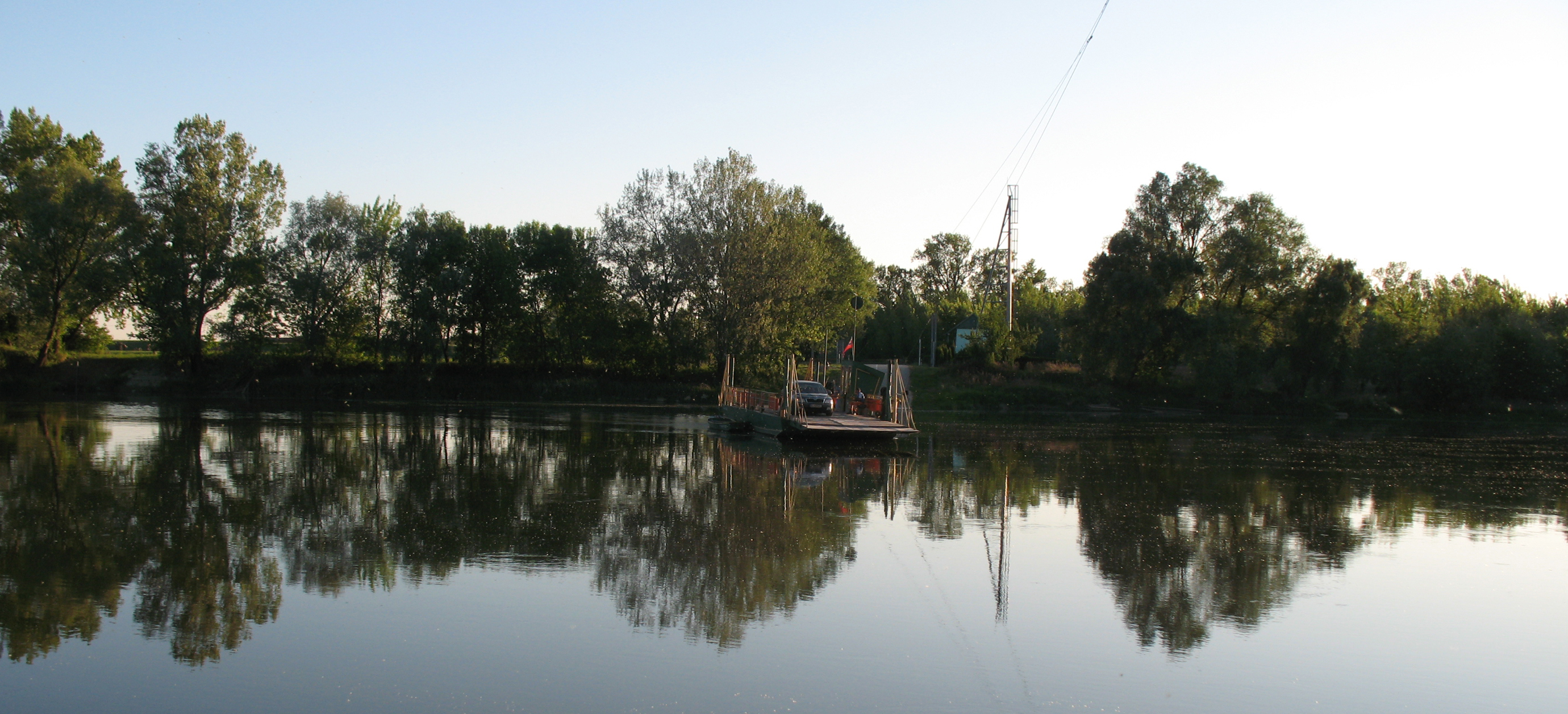
Komp Farkasd és Sók között

A magyarországi M1-es autópálya komáromi leágazásától 51 km-re északra, valamint a szlovákiai D1-es autópálya szenci leágazásától 58 km-re keletre, illetve annak nagyszombati leágazásától 47 km-re délkeletre fekvő Vágfarkasd közvetlenül a Sopornya–Vágsellye–Vágfarkasd–Gúta–Komárom településeken áthaladó 573-as számú, II. osztályú közúton érhető el. Ez a községtől 15 km-re északra, Vágsellyénél keresztezi a Diószeg–Galánta–Érsekújvár–Nagykürtös–Losonc kelet-nyugati irányban haladó, 75-ös számú, I. osztályú közutat, illetve 38 km-re délre Komáromnál éri el a Pozsony–Komárom–Párkány, szintén kelet-nyugati irányban haladó, 63-as számú, I. osztályú közutat.
Az 573-as közútról a község lakott belterületén ágazik le a Tótmegyer felé tartó III. osztályú közút, melyet azonban bő 1 km megtétele után a Vág folyó révje szakít meg. Az átkelést biztosító komp csak napközben, megfelelő vízállás és időjárási viszonyok esetén közlekedett. Naponta közel 300 személygépkocsi forgalmát bonyolította le. Azonban 2023-ban rossz műszaki állapota miatt a kompjáratot megszüntették. Az 573-as közútról ezenkívül a községtől 3 km-re északra ágazik le a Zsigárd irányába tartó, szintén III. osztályú közút.
Közúti tömegközlekedésének számottevő részét a Szlovák Autóbusz Közlekedési Vállalat biztosítja. Helyközi járatainak többsége a Gúta–Vágsellye vonalon közlekedik, mely a szűkebb környékén fekvő Gúta, Ifjúságfalva, Negyed, Zsigárd, Pered, Deáki, Vágsellye településekkel való összeköttetését biztosítja. E viszonylag nagy gyakorisággal közlekedő járatokat a Komárom–Vágsellye egyetlen helyközi járata, valamint a Gúta–Vágfarkasd–Galánta–Pozsony távolsági járata egészíti ki.

### Vasút
Vasúton a közbeszédben Csángónak nevezett, Negyed–Vágsellye szárnyvonalon érhető el, mely Vágsellyénél csatlakozik a Budapest–Pozsony fővonalra. A személyszállítást Bzmot típusú motorvonat biztosítja. A 19 km hosszúságú szárnyvonalat 1909-ben, mindössze három hónap leforgása alatt építették meg, Pongrácz Kálmán királyi főtanácsos, megyei képviselő javaslata alapján. Az 1960-as évekig a község és egyben a térség személy- és teherszállításának legjelentősebb eszköze, szerepe későbbiekben az autóbusz-közlekedés és a közúti teherszállítás előtérbe kerülése miatt folyamatosan csökkent. A 2000-es években, miután személyforgalmát rövid ideig szüneteltették, újraindítását követően járatainak számát jelentős mértékben lecsökkentették, 2010-ben már csak hétköznaponként négy járattal üzemel.

## Testvértelepülései
- Negyed
- Nagybánhegyes (Magyarország)
- Polgárdi (Magyarország)
- Mezőpetri (Románia)
- Neuhofen an der Ybbs (Ausztria)